# Doctor Doctor

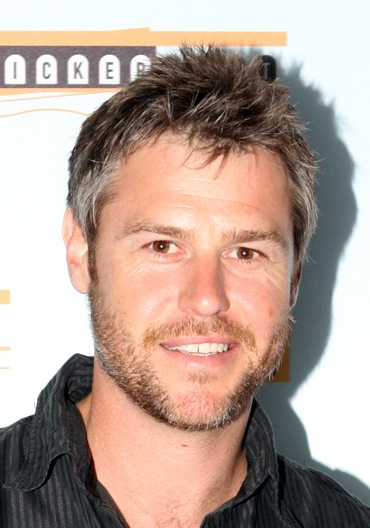
Rodger Corser en 2013

Doctor Doctor es un drama australiano que se estrenó el 14 de septiembre del 2016 por medio de la cadena Nine Network y finalizó en junio de 2021 con un total de cinco temporadas y 48 episodios.
La serie sigue a Hugh Knight, un dotado cirujano del corazón en ascenso: encantador e infalible, Knight es un hedonista convencido de que su gran talento le permite vivir saltándose las normas.
Ha contado con la participación invitada de actores como Max Cullen, Tyler De Nawi, entre otros.

## Historia
Cuando el doctor Hugh Knight cae de su pedestal y del programa "Impaired Registrants", el pródigo cirujano y fiestero de Sídney debe de regresar a su casa familiar en la rural Whyhope, donde deberá aprender a tragarse su orgullo y corregir su forma de ser.

## Personajes

### Personajes principales[3]
| Actor             | Personaje       | Ocupación                  | N.º de episodios | Duración        |
| ----------------- | --------------- | -------------------------- | ---------------- | --------------- |
| Rodger Corser     | Dr. Hugh Knight | Cardiocirujano             | 21               | 2016 - presente |
| Ryan Johnson      | Matt Knight     | -                          | 21               | 2016 - presente |
| Hayley McElhinney | Penny           | Supervisora del Hospital   | 21               | 2016 - presente |
| Steve Bisley      | Jim Knight      | -                          | 21               | 2016 - presente |
| Tina Bursill      | Meryl Knight    | -                          | 21               | 2016 - presente |
| Nicole da Silva   | Charlie         | Esposa de Matt             | 21               | 2016 - presente |
| Charles Wu        | Ken             | Administrador del Hospital | 21               | 2016 - presente |
| Belinda Bromilow  | Betty           | -                          | 21               | 2016 - presente |
| Matt Castley      | Ajax            | Hijo de Hugh               | 21               | 2016 - presente |
| Chloe Bayliss     | Hayley          | Novia de Ajax              | 21               | 2016 - presente |
| Brittany Clark    | Mia Halston     | -                          | 11               | 2017 - presente |
| Angus McLaren     | Toke            | Doctor                     | 6                | 2017 - presente |

### Personajes secundarios
| Actor          | Personaje      | Ocupación                | N.º de episodios | Duración        |
| -------------- | -------------- | ------------------------ | ---------------- | --------------- |
| Winta McGrath  | Floyd          | Hijo de Penny            | 15               | 2016 - presente |
| Lucy Durack    | Tugger         | Oficial de policía local | 9                | 2016 - presente |
| Patrick Wilson | Rod Eagle      | -                        | 8                | 2016 - presente |
| Jacek Koman    | Trevor         | -                        | 4                | 2016 - presente |
| Helen Thomson  | Nora Gambleton | -                        | 4                | 2016 - presente |

### Antiguos personajes principales
| Actor                 | Personaje | Ocupación     | N.º de episodios | Duración    |
| --------------------- | --------- | ------------- | ---------------- | ----------- |
| Shalom Brune-Franklin | Aoife     | Enfermera     | 11               | 2016 - 2017 |
| Dave Eastgate         | Joey      | Amigo de Hugh | 6                | 2016        |

### Antiguos personajes secundarios
| Actor           | Personaje | Ocupación | N.º de episodios | Duración |
| --------------- | --------- | --------- | ---------------- | -------- |
| John Batchelor  | Nathan    | -         | 6                | 2016     |
| Ainslie McGlynn | Carl      | -         | 3                | 2016     |
| Zoe Carides     | Jill      | -         | 2                | 2016     |

## Premios y nominaciones
| Año  | Categoría                                 | Premio      | Nominado      | Resultado |
| ---- | ----------------------------------------- | ----------- | ------------- | --------- |
| 2018 | Best Personality on Australian Television | Logie Award | Rodger Corser | Nominado  |
| 2018 | Most Popular Actor                        | Logie Award | Rodger Corser | Nominado  |
| 2018 | Most Outstanding Actor                    | Logie Award | Rodger Corser | Nominado  |

## Producción
La serie contará con la participación de los productores Ian Collie, Claudia Karvan, Tony McNamara, y de los ejecutivos Andy Ryan y Jo Rooney.
La serie cuenta con la participación de la compañía productora "Essential Media and Entertainment".
Las filmaciones comenzaron en abril en Sídney y Mudgee, Nueva Galés del Sur, Australia.
Con tan sólo dos episodios transmitidos, la cadena anunció el 28 de septiembre de 2016 que había renovado la serie para una segunda temporada.